# Rădeni, Strășeni
Rădeni este satul de reședință al comunei cu același nume din raionul Strășeni, Republica Moldova. 
Localitatea se află la o distanță de 18 km de orașul Strășeni și 36 km de Chișinău, pe malul drept al rîului Ichel. 

## Denumire
Denumirea satului a apărut de la cuvântul „Rădiu” – ceea ce înseamnă, pădure tânără sau margine de codru.

## Geografie

### Relief
Satul Rădeni este situat pe Podișul Central al Moldovei, pe malul drept al râului Ichel. La altitudinea de 77 m de la nivelul mării. Înclinația reliefului este de la Nord-Vest la Sud-Est. Situată la Vest de cariera Micăuți de unde se extrage calcar pentru producerea pietrei brute și producerea varului, și rezerve de argilă.

### Clima
Predomină vânturile de Nord-Vest. Cantitatea anuală de precipitații variază de la 300 mm la 400 mm. Temperatura medie (°C) în iulie 21-22, iar în ianuarie (-3) - (-4). Condiții agroclimatice favorabile pentru creșterea cerealelor, pomilor fructiferi și vița-de-vie.

### Solurile
În regiunea satului predomină solurile brune și cenuși molice. Bonitatea solului este de cca 60p.

### Vegetația
Situat în districtul pădurilor de gorun, stejar și fag din Centrul Moldovei, dar se întâlnesc salcâm, tei, cireșul sălbatic, etc.

## Istorie

### Despre sat
Satul Rădeni este o așezare veche, situată pe malul drept al râului Ichel, între satele Zamcioji și Drăgușeni, la 8 km de calea ferată Strășeni. Întemeiat pe moșie boierească, menționată documentar la 3 mai 1675.
La 13 noiembrie 1699 copiii lui Ștefan Popescu din satul Milești dau serdarului Darie Donici partea lor de moșie din Rădenii de pe Ichel în loc de gloabă pentru că au luat o groapă de pâine a unor călugări din Horodiște. La 18 iulie 1704 Darie Donici vinde moșia satului Rădeni lui Iordache Rosset, proprietarul din satul de alături. În hrisovul, publicat de pe original de istoricul român Aurel Sava, citim: 
„Adică eu Ghiorghiță Scobiciu și eu Ioniș Păucă și eu Iurașcu și eu Gheorghii, nepotul lui Iurașcu și eu Ion Muntian și eu cu Ștefan Cărligu și eu Sandul Guțul și eu Ștefan Bîtcă și eu Vasîle Cîrligu și eu Ioniță Crăciun zet Păucă împreunâ cu toțî frațăi și ficiorii noștri toți nipoți și strănipoță lui Păcurariu di Redeni scriiem și mărturisîm cu acestui adevărat zapis al nostru de nimi săliți nici asupriți ci de a noastră bun învoială, ci au fostu ocină și moșii ce avem în Redeni pe apa Ichiului în țănutul Orheiului din bătrînul lui Păcurariu patru părți ce mai rămăsese nevînduti, aceasta am vîndutu dumisale giupînului Vasîle Costachi biv vel stolnic drept doauzăci și cinci de lei, și ni au făcut dum. Plata deplin în mînule noastre. Drept acie să-i diie dum. și cuconilor dum. driapt ocină și moșii cu tot vi nitul, cît va fi pre acel loc fiindcă acmu sau încheiat tot satul Rădenii vîndut cu cele mai denaint vîzări și la această tocmală sau iscălit și noi pentru mai bună credință am iscălit și am pus și degitile noastre.
La recensământul din 1817 satul era stăpânit de boierul Ianachi Russo. Aici se mai aflau 73 gospodării țărănești, 18 gospodării ale văduvelor, 17 gospodării ale burlacilor. Sat cu 2 preoți și 2 diaconi. În primăvara anului 1835 acest Ianachi Russo avea pe moșia sa 100 familii țărănești, 6 familii de țigani robi, 5 familii ale clerului bisericesc. Preot era părintele Gheorghe Tomescu. Pe la mijlocul sec. XIX Iordachi Russo trăia în satul Rădeni, unde locuitorii erau mai putini și aveau numai 61 de case. Boierul stăpânea 1343 desetine de pământ arabil și 470 desetine de pădure. Nu era satul mai mare nici în 1870 - avea 66 de case, 201 bărbați și 184 femei.
La împuținat holera în anii 1866 și 1872. Reforma țărănească din Rusia și Regulamentul din 18 iulie 1868 la impus pe dvoreaninul Ivan Russo să repartizeze din moșia sa 296 desetine „nadeluri„ , pentru țăranii din satul pe care îl consideră al său. Lui i-au rămas 1516 desetine, de asemenea pădurea - 748 desetine. Din această pădure în octombrie 1881 partea cea mai bună a fost vândută pentru a fi tăiată. Era căutat stejarul, și pentru 300 desetine, boierul a încasat 60000 ruble.
Satul continue să fie mic, era departe de drumul mare, locuitorii nu se ocupau decât cu agricultura. Aici trăiau și boierii din tată în fiu. În anul 1910 satul număra 93 gospodării țărănești cu 296 destine de arătură. În 1915 aici trăiau 408 bărbați și 365 femei. 

### Perioada interbelică
Conform istoricului Zamfir Arbore - Rădeni este un sat în jud. Chișinău, volostea Sireț, așezat în valea Ichelui. înălțirîea locului: 92,23 st. de la n. mărei. Pozițiunea geografică: 47°12' lat, 26°22' long. după m. din Paris. Are 79 case, cu o populație de 580 suflete, țărani români; o școală eparhială unde se învață numai rusește; 180 vite mari cornute, 48 cai. Locuitorii posedă 136 desetine pământ de împroprietărire. Proprietarul, Nicolae Rusu, are 1321 desetine.
După anul 1918, instituția funciară „Casa noastră” care a înfăptuit reforma agrară, conform hotărârii Guvernului Roman, le-a mai dat în proprietate încă 258 hectare.
Recensământul publicat în 1923 la Chișinău precizează că: aici sunt 130 de case, 268 bărbați, 208 femei. Toți vorbeau în limba română, alte limbi nu cunoșteau.
În Anuarul "Socec" al României Mari, editat la București în anul 1924, este menționat că satul Rădeni din jud. Chișinău are 798 locuitori. Primar al localității era Cristea Vasile, notar - Cebanu Gheorghe, învățător - Mataraschi Vladimir iar preot paroh Danilov Gheorghe. Totodată este menționat ca proprietar de moșii Iacob N. Russo care era și proprietar de moară.

### Biserica din localitate
În 1813 femeia paharnicul Ioan Russo a început construcția unei biserici cu hramul „Sfântul Ioan Teologul”. A fost mobilizat tot satul și supușii boierului. Piatra a fost adusă de la cariera Micăuți. Biserica a fost ridicată destul de repede și deja în anul următor a fost oficiată prima liturghie. A fost sfințită în 1820 de către episcopul vicar Dumitru. Sfântul locaș deservea trebuințele creștinilor din satele Rădeni, Zamcioji, Drăgușeni și a funcționat neîntrerupt până în anul 1958. În timpul regimului sovietic a fost utilizată ca depozit de sare și ulterior de cereale. 
Biserica, deja cu hramul actual „Înălțarea Sfintei Cruci”, a fost redeschisă în anul 1989, de Vinerea Mare. În prezent lăcașul este un monument ocrotit de stat.

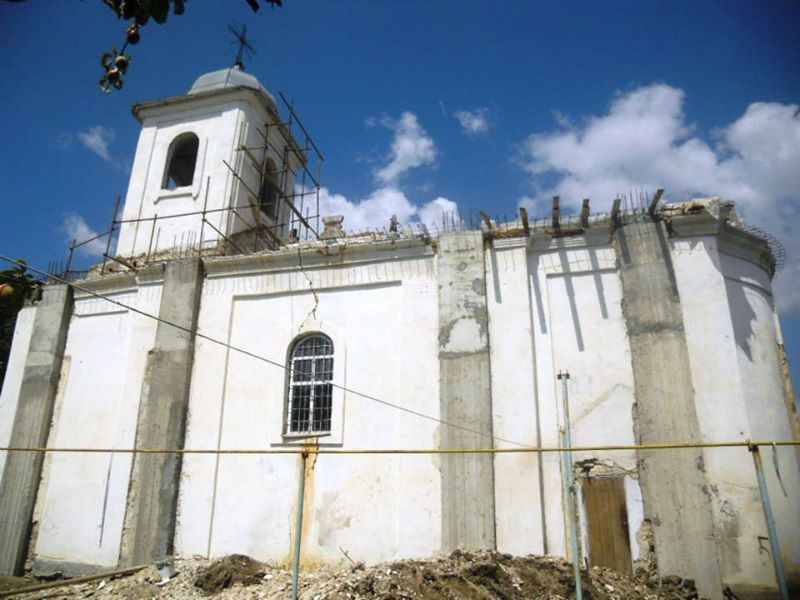
În renovare, 2013.
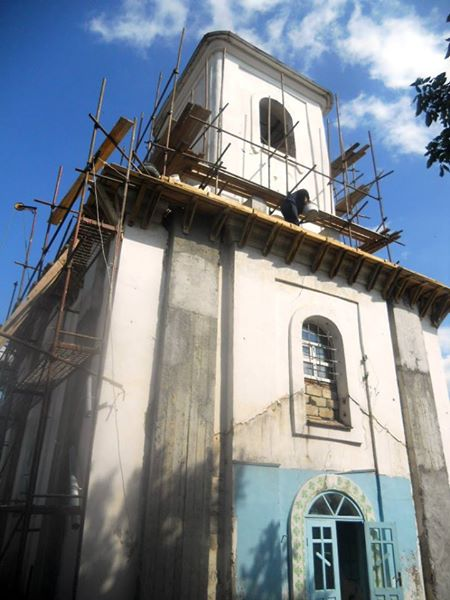
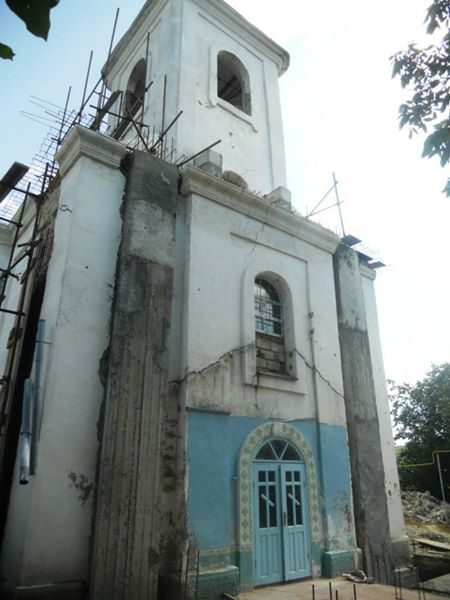
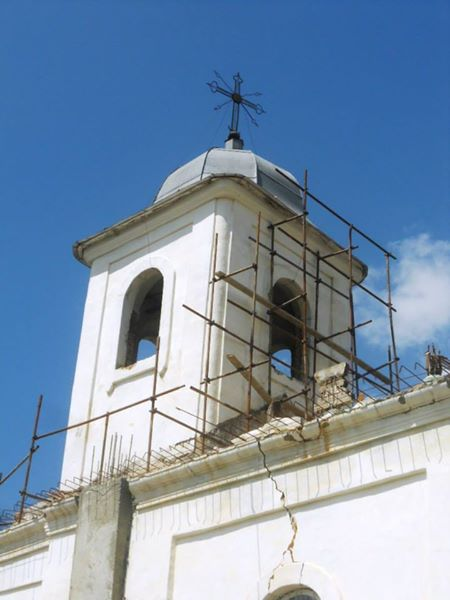
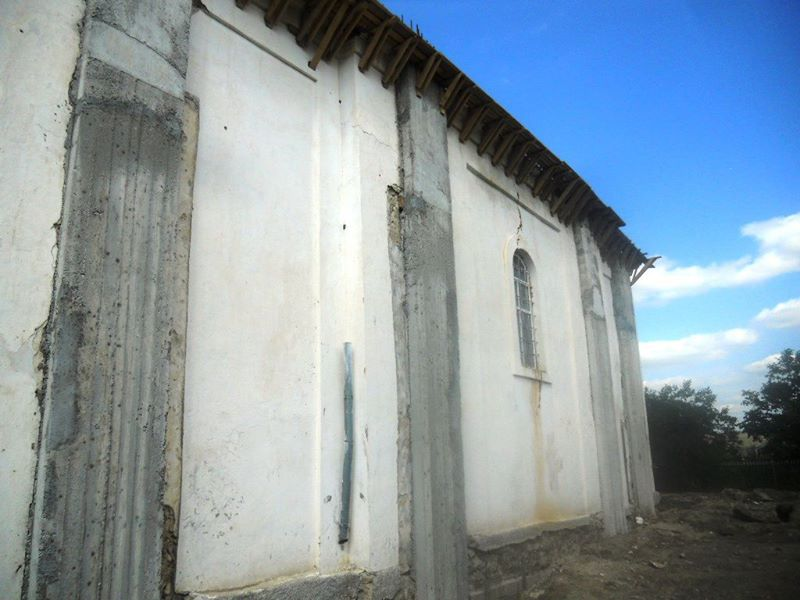
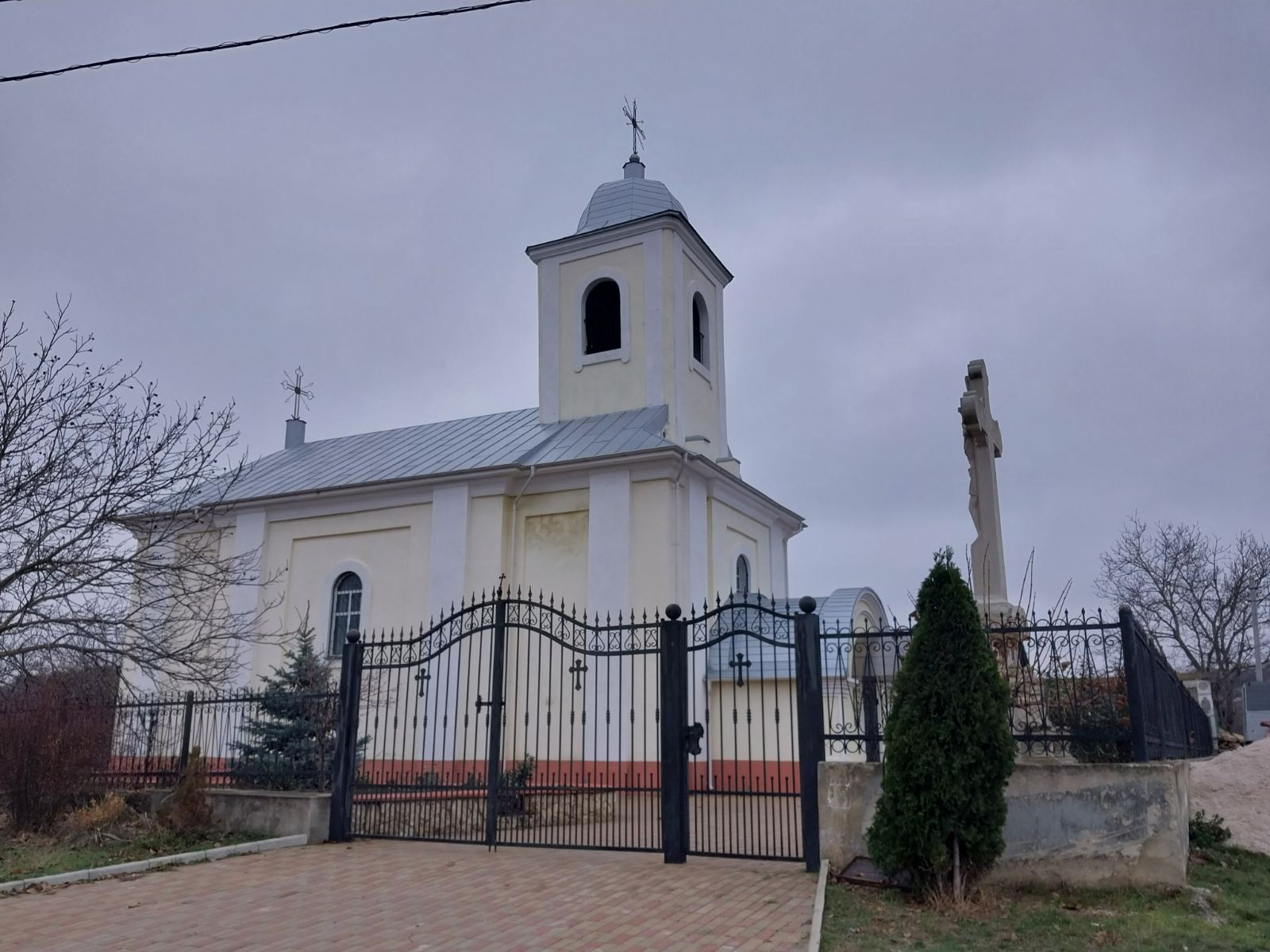
Prezent.

### Școala

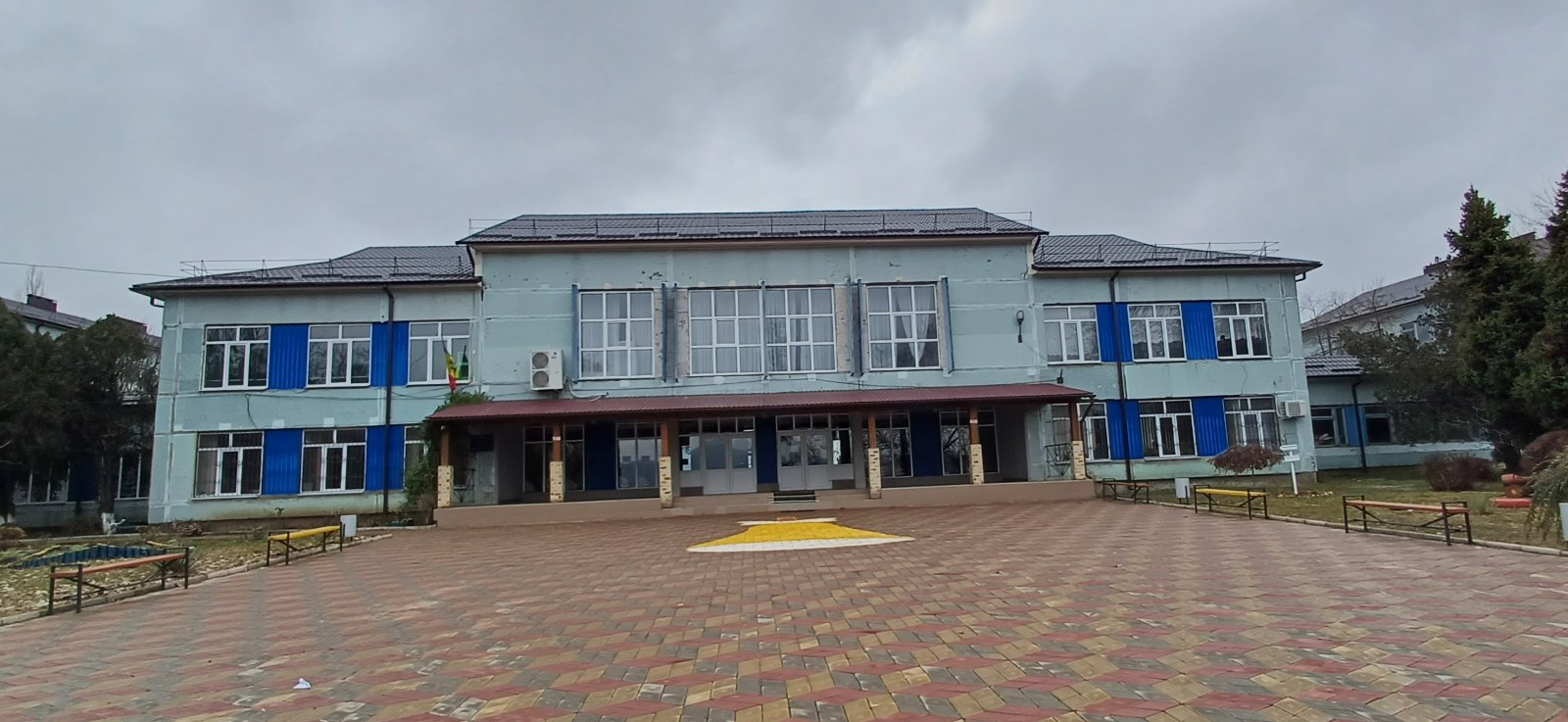
Gimnaziul din localitate

Școala obștească a fost deschisă în toamna anului 1874 cu cheltuiala țăranilor din sat. Clădirea nouă pentru școală a fost gata în anul 1876. Prima învățătoare a fost Alexandra Taranovscaia, care încerca să-i învețe pe copii alfabetul în limba rusă. În vara lui 1889 școala aceasta a fost transferată în satul Drăsliceni - satul a refuzat s-o finanțeze. Intervine biserica și preotul din sat și în toamna anului 1891 își deschide ușile o școală parohială bisericească. Aici o aflăm pe învățătoarea Vera Gheorgheva. La 1 martie 1900 aici este transferat Hristofor Ostrimschi, dar peste un an roagă să fie trimis la Comrat. În locul lui vine Fevronia Scodigor. Dintre elevii acestei învățătoare, tânărul Nicolae Bolfosu reușește la examene la Institutul Politehnic din Kiev, la facultatea de chimie. Acesta nu s-a mai întors în sat.
Preoții din a doua jumătate a sec. XIX s-au născut acolo în sat: părintele Grigore Baltaga, apoi fiul lui Constantin, care în 1849 a absolvit seminarul teologic din Chișinău, părintele Vasile Hîncul, părinții Dumitru Alistari, Leonid Neaga și Gheorghe Danilov, transferat din satul Forostna, jud. Hotin. Toți au fost iubiți și ocrotiți de către consătenii lor, apoi au rămas să odihnească somnul de veci sub zidurile aceleiași bisericuțe vechi din anul 1813, ridicată cu truda și cheltuiala unui boier de țară.

### Perioada sovietică

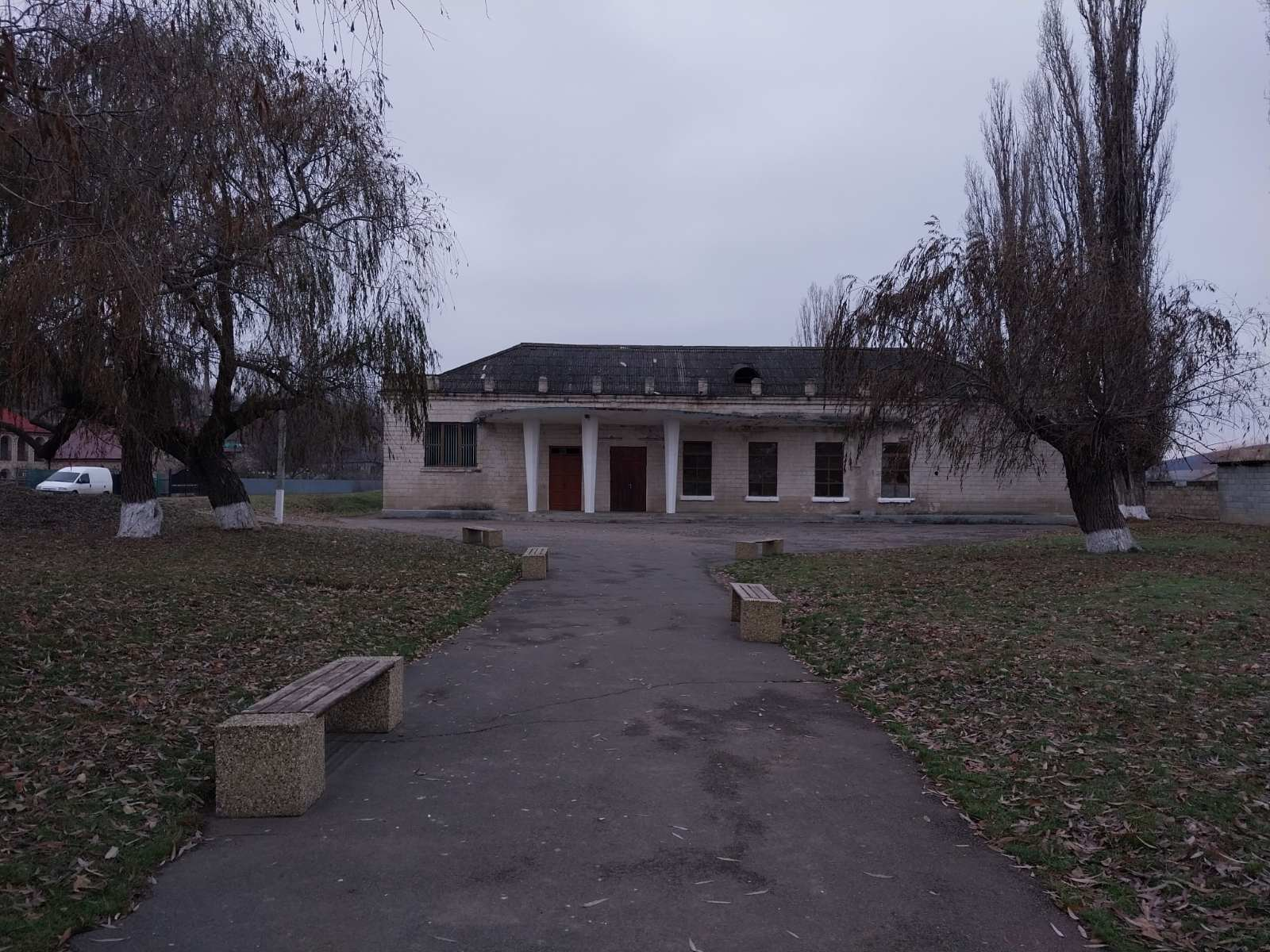
Casa de cultură

În timpul URSS, primul președinte al sovietului sătesc Rădeni a fost Mursă Petru.
Referire la satul Rădeni face ziarul „Moldova Socialistă„ din 3 decembrie 1946 care bate alarma: țăranii din satul Rădeni, r-ul Strășeni, nu vor să are, iar la 27 martie 1947 scrie: „țăranii din satul Rădeni, nici n-au început semănatul, nici n-au de gând”.

#### Victimele războiului și a deportărilor
Invazia sovietică și războiul au pângărit soarta băștinașilor, din bătălii n-au revenit la casele lor: Arhip Bîtcă (1925-1945), Petru Bolfosu (1922-1944), Mihail Canschi (1924-1945), Petru Cortac (?-1945), Mihail Cristea (1910-1945), Nicolae Cristea (1918-1945), Andrei Gonța (1926-1945), Tudor Gonța (1926-1945), Gavril Guzun (1922-1945), Vasile Guzun (?- 1945), Ștefan Ionașcu (?-l945), Gheorghe Ipati (1918-1945), Iacob Ipati (1921-1945), Mihail D. Ipati (1926- 1945), Mihail S. Ipati (1913-1945), Alexei Panfil (1925-1945), Spiridon Panfil (1923-1945), Tudor Panfil (1926-1945), Gheorghe Pîslaru (1925-1945), Ion Profir (?-1945), Trofim Pruteanu (1910- 1945), Gavril Taras (?-1944).
Au lăsat urme tragice și deportările staliniste, nemaivorbind de foametea organizată. În anii 1941 și 1949 au fost arestați și expediați în lagăre pentru deținuți din regiunea siberiana Tiumeni și Kazahstan mulți dintre gospodarii satului Rădeni.

## Populația
Structura etnică a populației
     Moldoveni/Români (98,77%)
     Ucraineni (0,41%)
     Ruși (0,51%)
     Bulgari (0,31%)
La recensământul din anul 2004, populația satului constituia 979 de locuitori, dintre care 50.66% - bărbați și 49.34% - femei. Structura etnică a populației în cadrul satului: 98.77% - moldoveni, 0.41% - ucraineni, 0.51% - ruși, 0.31% - bulgari.
Structura populației în bază de gen
     Bărbați (50,66%)
     Femei (49,34%)

## Galerie de imagini

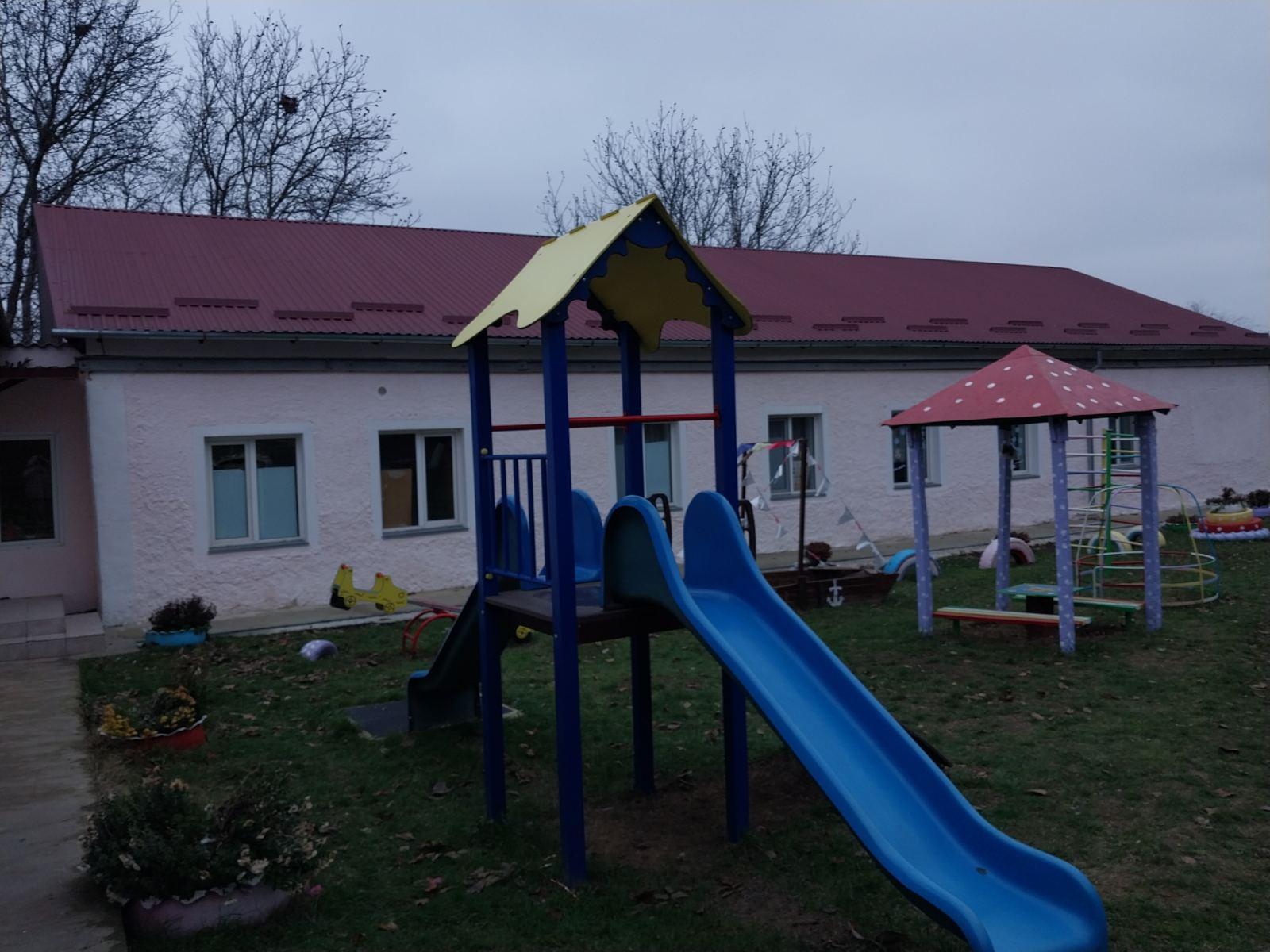
Grădinița „Foișor”
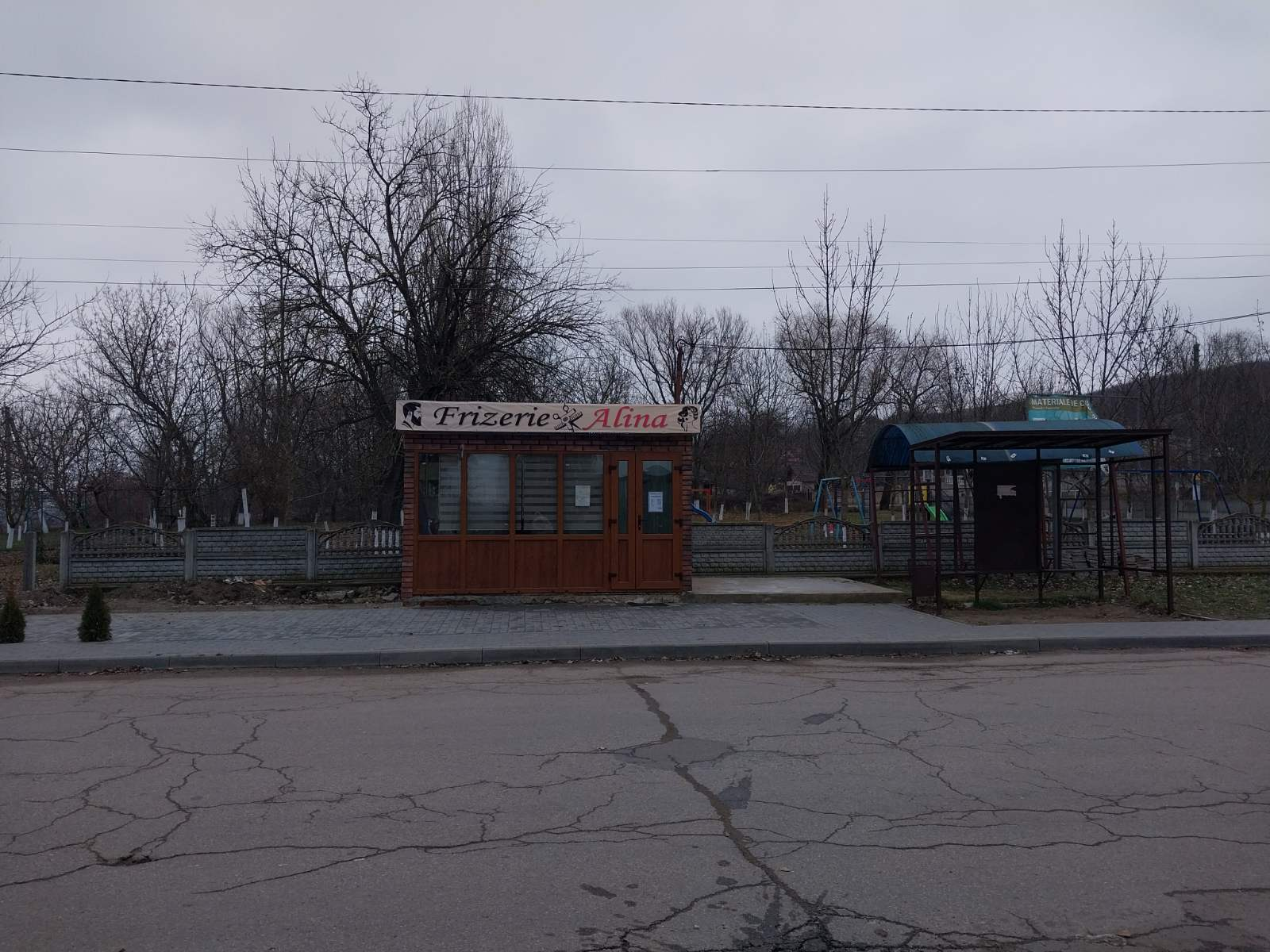
Frizeria din centrul satului
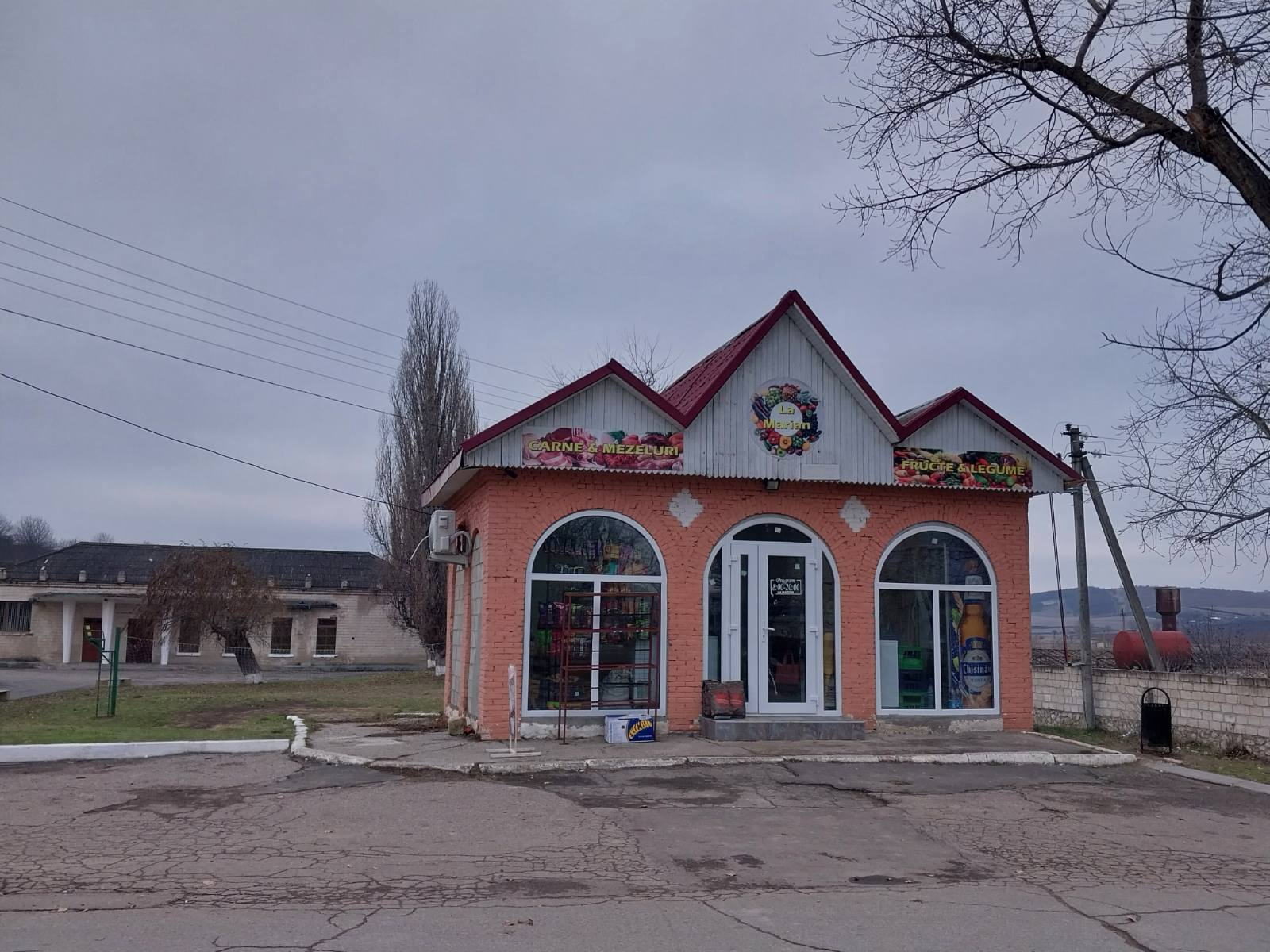
Magazine din localitate
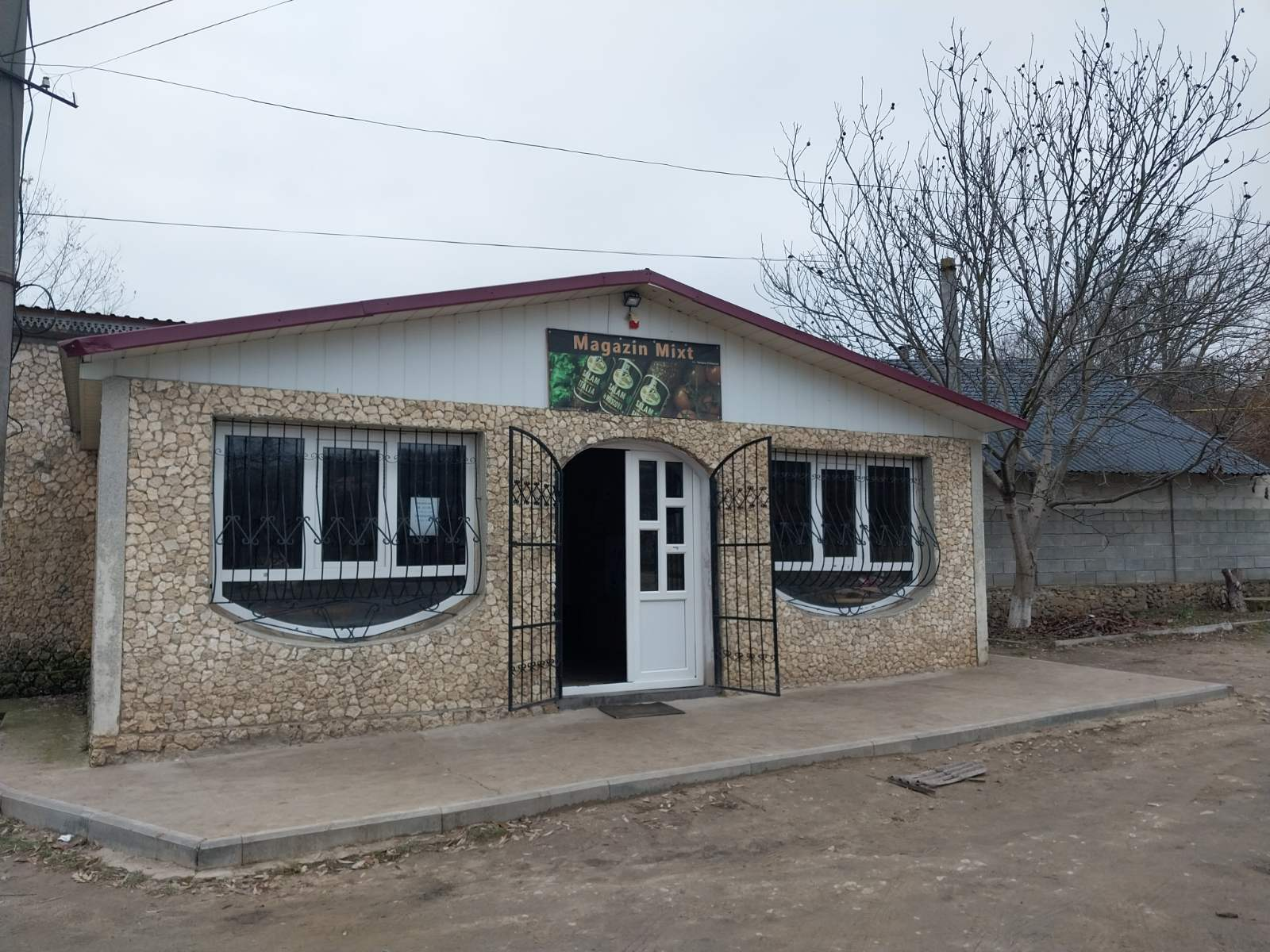
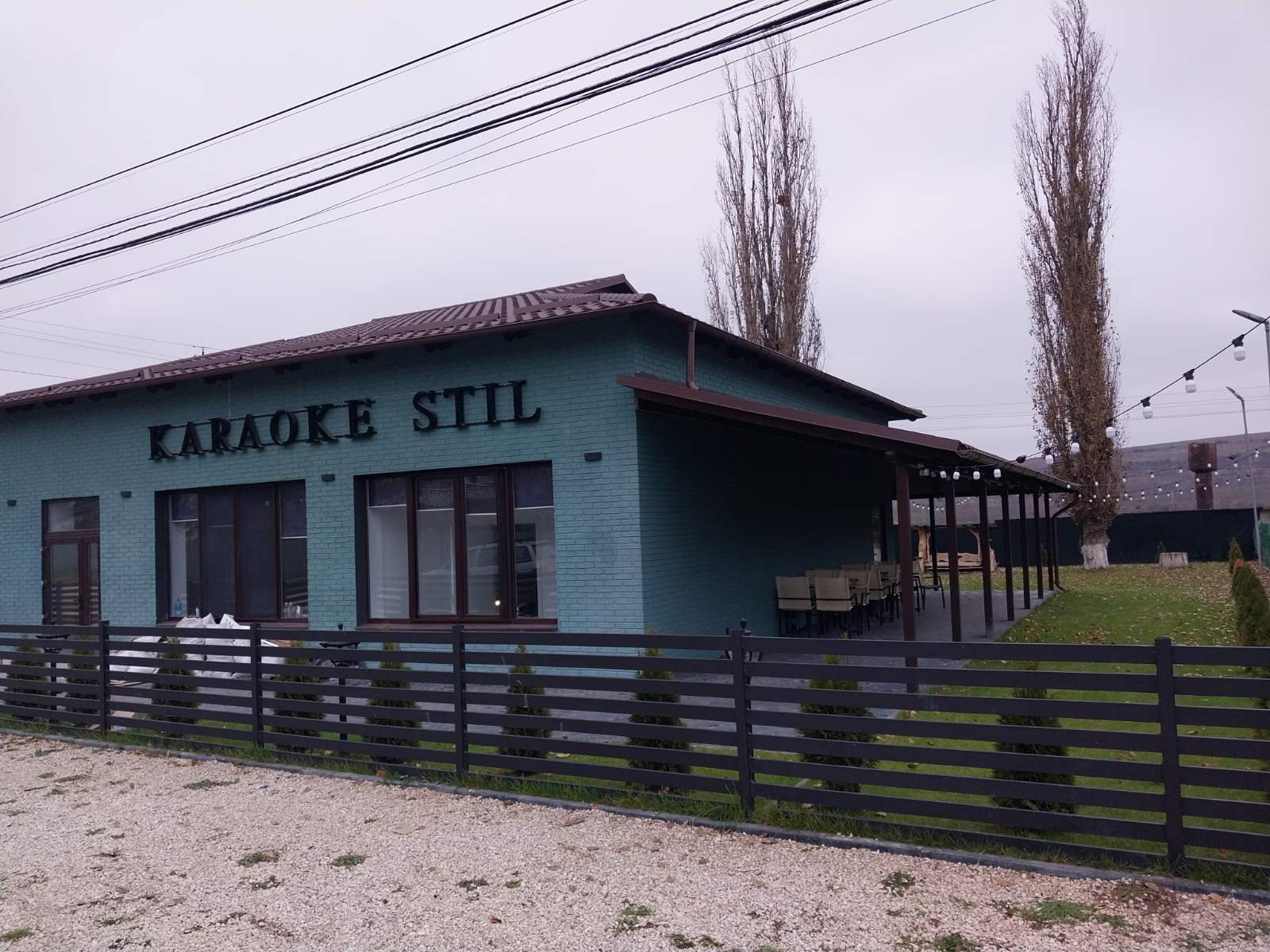